# Billete de diez colones costarricenses
El billete de 10 colones fue, desde 1901 y hasta 1987, un billete de colón costarricense de valor bajo, usado durante el siglo XX.
Se ve caracterizado, en su anverso por el retrato del educador y político Rodrigo Facio Brenes junto a la ilustración de la escuela de letras y artes de la Universidad de Costa Rica y en su reverso, por la ilustración del edificio del Banco Central de Costa Rica, junto al dibujo de una rama de la planta del café, planta nacional de Costa Rica . Su color principal es el azul.

## Anverso
El retrato del educador y político Rodrigo Facio Brenes; quien fuera rector de la Universidad de Costa Rica; en color verde azul obscuro, a la derecha, protagoniza el billete.  
A la izquierda, la ilustración de la escuela de letras y artes de la Universidad de Costa Rica. 
Al medio se encuentra la leyenda "DIEZ COLONES" en fuente estilizada, sobre la cual se encuentran: la serie, la ciudad de emisión, la fecha de emisión y el número de acuerdo de Junta Directiva que autorizó la emisión.
En la parte inferior se muestra la leyenda "BANCO CENTRAL DE COSTA RICA", sobre la cual se encuentran las firmas del Presidente Ejecutivo y Gerente del Banco Central de Costa Rica.
En las esquinas superior izquierda e inferior derecha se muestra de forma diagonalmente opuesta, el número "10" en fuente estilizada describe la denominación del billete. En sentido contrario a estas, se encuentra el número de serie en color rojo.

## Reverso
La ilustración del edificio del Banco Central de Costa Rica se encuentra en la zona centroizquierda del billete.
A la derecha, se muestra un dibujo de una rama de la planta de la planta del café, planta nacional de Costa Rica. 
En la parte superior derecha se muestra la leyenda "DIEZ COLONES".
En la parte inferior se muestra la  "BANCO CENTRAL DE COSTA RICA".
En la esquina superior izquierda el número "10" en fuente estilizada que describe la denominación del billete.

## Historia

### Historia de los diseños de billetes de cinco colones
A través de la historia, han existido múltiples ediciones del billete de 5 colones, emitidas por diversos entes y con motivos diferentes.
| |
| Anverso billete 10 colones, serie C, 1985, emitido por el Banco Central de Costa Rica, con Rodrigo Facio Brenes como protagonista. |

|          |
| Reverso. |

| |
| Anverso billete 5 colones, serie A, 1903, emitido por el Banco Anglo Costarricense, con Braulio Carrillo Colina como protagonista. |

|          |
| Reverso. |

| |
| Anverso billete 10 colones, serie C, 1901, emitido por el Banco Anglo Costarricense con una locomotora como protagonista. |

|         |
| Reverso |

### Ediciones conmemorativas
Existe 1 edición conmemorativa del billete de 10 colones. Esta, se caracterizan por utilizar el diseño de la serie C y por mostrar un sello circular, centrado a la izquierda, con las fechas del aniversario  150 de la Independencia en el centro, rodeados por la descripción de la conmemoración.

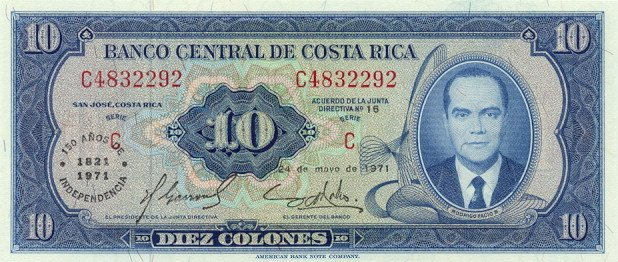
Edición alusiva al 150 aniversario de la Independencia